# Су Тинъюй
Су Тинъю́й (кит. упр. 苏亭毓, пиньинь Sū Tíng Yù; род. 25 августа 2000) — китайская кёрлингистка.
В составе женской сборной Китая бронзовый призёр чемпионата мира 2025 и Панконтинентального чемпионата 2024, серебряный призёр зимних Азиатских игр 2025.

## Достижения
- Чемпионат мира по кёрлингу среди женщин: бронза (2025).
- Панконтинентальный чемпионат по кёрлингу: бронза (2024).
- Зимние Азиатские игры: серебро (2025).

## Команды
| Сезон                                               | Четвёртый | Третий     | Второй    | Первый    | Запасной                      | Турниры                          |
| --------------------------------------------------- | --------- | ---------- | --------- | --------- | ----------------------------- | -------------------------------- |
| 2024—25                                             | Ван Жуй   | Хань Юй    | Дун Цзыци | Цзян Цзяи | Су Тинъюй тренер: Цзан Цзялян | ПКЧ 2024 · ЗАИ 2025 · ЧМ 2025    |
| Кёрлинг среди смешанных пар (mixed doubles curling) |           |            |           |           |                               |                                  |
| 2022—23                                             | Су Тинъюй | Li Menghua |           |           | тренер: Ли Гуансюй            | ЧМСП 2023 (квал. 2022) (7 место) |

(скипы выделены полужирным шрифтом)